# Бранте, Лилия
Лилия Хермина Бранте (латыш. Lilija Hermīne Brante, урождённая Парупе, латыш. Pārupe; 10 июля 1897, Рига — 28 сентября 1983, Мюлльхайм) — латышская публицистка, автор ряда публикаций по женскому вопросу.
Родилась в семье школьного учителя. В 1919—1920 гг. в составе Латышского женского вспомогательного корпуса, участвовавшего в борьбе за независимость Латвии. Затем возглавляла Христианское общество молодых женщин (латыш. Jaunu sieviešu kristīgā savienība).
В 1931 году опубликовала сборник статей «Латышская женщина» (латыш. Latviešu sieviete), рассказывающий о роли женщин в образовании, литературе и искусстве. Эта книга надолго осталась единственным трудом, посвящённым роли женщин в латышском обществе.
В 1934—1940 гг. соредактор (с Аустрой Дале) журнала «Latviete» (с латыш. — «Латышка»).
Муж — Янис Брантс (1889—1944), директор рижской психиатрической Больницы на Александровских высотах (1920—1940).
С ноября 1944 г. жила в Германии. Оставила рукопись воспоминаний о своей семье.